# Archives of Toxicology
Archives of Toxicology (abrégé en Arch. Toxicol.) est une revue scientifique mensuelle à comité de lecture qui publie des articles de recherches concernant la toxicologie.
D'après le Journal Citation Reports, le facteur d'impact de ce journal était de 5,98 en 2014. L'actuel directeur de publication est Jan Hengstler.

## Histoire
Au cours de son histoire, le journal a changé son nom:
- Sammlung von Vergiftungsfällen, 1930-1954[3]
- Archiv für Toxikologie, 1954-1973[4]